# SAG-AFTRA
Screen Actors Guild-American Federation of Television and Radio Artists, meglio noto attraverso l'acronimo SAG-AFTRA, è un sindacato statunitense che rappresenta circa 170 000 lavoratori del settore dei media e dello spettacolo tra cui attori, giornalisti, ballerini, musicisti e stuntmen.
Il sindacato è stato fondato il 30 marzo 2012 attraverso la fusione tra i preesistenti Screen Actors Guild (SAG) e American Federation of Television and Radio Artists (AFTRA).

## Storia
Nel 2011 i due principali sindacati nel campo dello spettacolo e dei media statunitensi, Screen Actors Guild (SAG) e American Federation of Television and Radio Artists (AFTRA), si accordarono per la fusione delle due sigle in un unico sindacato. Il 30 marzo 2012 la fusione fu formalizzata e fino al 15 agosto 2013 la guida fu condivisa tra Ken Howard, già presidente di SAG dal 2009, e Roberta Reardon, già presidente di AFTRA dal 2007, dopodiché Howard fu eletto unico presidente del neonato sindacato fino alla sua morte nel 2016, venendo poi sostituito dalla sua vice Gabrielle Carteris.

## Presidenti
- Roberta Reardon (2012-2013) e Ken Howard (2012-2016)[2]
- Gabrielle Carteris (2016-2021)
- Fran Drescher (dal 2021)